# ناشط في حركة عيال (فلم)
ناشط في حركة عيال فيلم كوميدي مصري من إنتاج سنة 2014. الفيلم من إخراج أحمد فوزي، وتأليف محمد قناوي، وإنتاج محمد نصار، ومن بطولة وفاء قمر، وأحمد فتحي، وخالد حمزاوي، وإحسان الترك.

## ملخص القصة
- تدور أحداث الفيلم حول شابين يتخرجان من الجامعة، ويحلم أحدهما ببناء مصنع، فيلجأ لخطف طفل من أسرة غنية، ويطلب فدية لتحقيق حلمه، إلا أنه يتعرض لضائقة مالية فيخطف طفلًا آخر، وتتصاعد الأحداث.[4]

## طاقم التمثيل
- وفاء قمر[5]
- أحمد فتحي
- إحسان الترك
- شمس
- شروق
- عمرو عبد العزيز
- عفاف رشاد
- إسماعيل فرغلي

## الإنتاج
- كتب محمد قناوي قصة الفيلم، وكان الفيلم من إخراج أحمد فوزي، المنتج محمد نصار.